# David Musul'bes
David Vladimirovič Musul'bes (in russo Давид Владимирович Мусульбес?; 28 maggio 1972) è un ex lottatore russo naturalizzato slovacco, specializzato nella lotta libera.

## Palmarès

### Olimpiadi
- 2 medaglie:
  - 1 oro (Sydney 2000 nei 130 kg[1])
  - 1 argento (Pechino 2008 nei 120 kg[2])

### Mondiali
- 4 medaglie[1]:
  - 2 ori (Sofia 2001 nei 130 kg; Teheran 2002 nei 120 kg)
  - 2 bronzi (Istanbul 1994 nei 100 kg; Krasnoyarsk 1997 nei 130 kg)